# Rynna Szulakiewicza

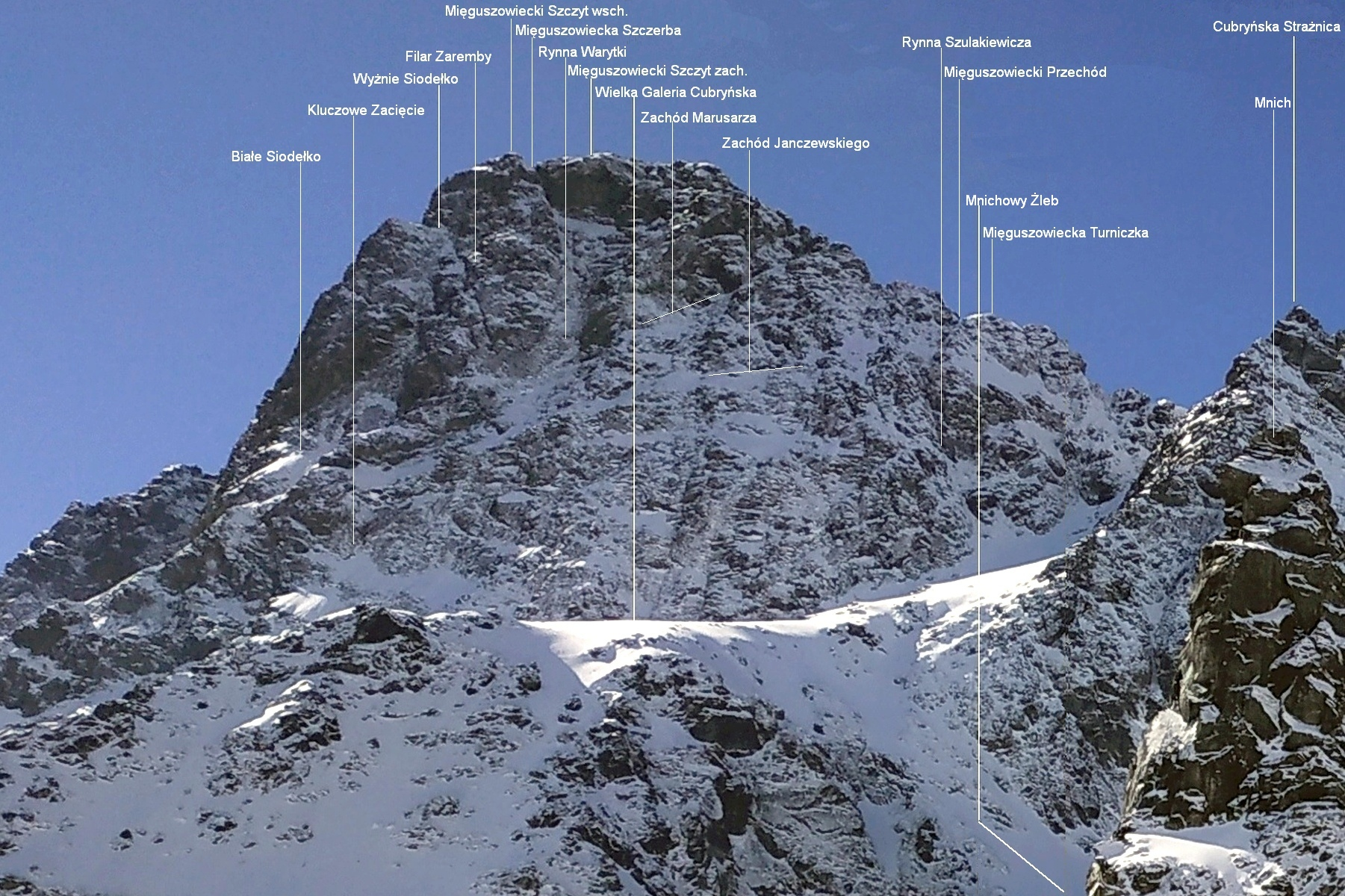

Rynna Szulakiewicza – najwybitniejsza wklęsła formacja skalna w północno-zachodniej ścianie Mięguszowieckiego Szczytu w polskich Tatrach Wysokich. Odgałęzia się od Żlebu Hińczowej w najwyższym punkcie Wielkiej Galerii Cubryńskiej i biegnie prosto jak strzelił na Mięguszowiecki Przechód w zachodniej grani Mięguszowieckiego Szczytu. Jest głęboko wcięta w kruchą, rudo-czerwoną skałę.
Rynną Szulakiewicza prowadzi droga wspinaczkowa. W rynnie znajdują się dwa progi; jeden w środkowej części, drugi tuż pod Zachodem Janczewskiego. Obydwa można obejść po lewej stronie. Pierwsze przejście Józef Bizoń i Stanisław Szulakiewicz 23 lipca 1909 r.
Nazwę tej formacji skalnej nadał Władysław Cywiński w 2003 r. Upamiętnił nią Stanisława Szulakiewicza, autora kilku pierwszych przejść w Tatrach.